# Jean Le Noir
Jean le Noir va ser un il·lustrador de manuscrits il·luminats francès que va treballar a París entre 1335 i 1380. Hi ha confusió entre la feina que va fer ell i la que feia la seva filla Bourgot, només se sap que treballaven junts.

## Jean
Va ser alumne de Jean Pucelle. La seva feina principal és el Psalter de Bonne de Luxemburg (c. 1348-1349, Nova York, El Cloisters, Inv. 69. 86.) La seva obra principal és el Psautier de Bonne de Luxembourg (c. 1348-1349, New York, The Cloisters, Inv. 69. 86.)
El 1331 va entrar en servei de Yolande de Flandes, Comtessa de Bar, Duquessa de Bar, i després reina. Com a recompensa pels seus serveis, Jean i Bourgot va rebre una casa a París el 1358 de part del fill del rei, el futur Carles V de França, per qui ells també havien treballat després que ell ascendís al tron el 1364. Al principi de la dècada del 1370 Jean i Bourgot van treballar a Bourges pel Duc de Berry, que també els va tenir en alta estima.

## Bourgot
És difícil separar la seva feina de la de la seva filla Bourgot. Per exemple, el Psautier de Bonne de Luxembourg de 1348-1349, New York, The Cloisters, Inv. 69. 86, s'atribueix indistintament a un o l'altre. El mateix passa amb Heures de Yolande de Flandres, British Library, Yates Thompson, 27.